# Calvaro Z
Ne doit pas être confondu avec Calvaro V.
Calvaro Z (né en 1987 en Allemagne, mort le 25 novembre 2009 en France) est un étalon bai du stud-book Holsteiner, qui a concouru au niveau international en saut d'obstacles avec Jos Lansink, ainsi que les frères John et Michael Whitaker. Il est ensuite devenu un reproducteur réputé, père notamment de Katchina Mail.

## Histoire
Calvaro Z naît en 1987 à l'élevage de Manfred Noetzel, en Allemagne. Il débute sous les ordres du cavalier allemand Michael Rüping sur la scène internationale. Il est exporté au Royaume-Uni en 1999.
Au cours de sa longue et fructueuse carrière, Calvaro Z est aussi monté le champion du monde Jos Lansink, et les frères britanniques John et Michael Whitaker. C'est avec ce dernier cavalier qu'il réalise ses meilleures performances.
Il meurt des conséquences d'une crise cardiaque deux semaines après avoir fait un malaise sur le mannequin de prélèvement, au haras des Cruchettes, le 25 novembre 2009, à l'âge de 22 ans,,.

## Description
Calvaro Z est un étalon bai, inscrit au stud-book du Holsteiner. Il toise 1,76 m, ce qui en fait un cheval de très grande taille. Il est morphologiquement très bien noté pour sa taille, sa force et son squelette.

## Palmarès
- 1997 : Médaille d'argent par équipes aux Championnats d'Europe de saut d'obstacles 1997 à Mannheim[3]
- 1998 : 9e individuel aux Jeux équestres mondiaux de 1998 à Rome[3]
- 2000 : vainqueur du Grand prix d'Angleterre[5]

## Origines
Calvaro Z est un fils d'un célèbre étalon du stud-book Holsteiner, Caletto I, et par lui un petit-fils du Selle français Cor de la Bryère. Sa mère Rixa est la fille d'un autre étalon important de ce stud-book, Capitol I.

## Descendance
Calvaro Z devient l'un des fleurons du haras de Zangersheide, et est disponible à la reproduction en France à partir de 1997. En plus de son stud-book de naissance, il est approuvé à la reproduction en Selle français, Zangersheide, KWPN, BWP et sBs. Ses poulains ont rencontré le succès, notamment Katchina Mail, Night Train, Cadeau Z, Cabriolet Z, Callas Sitte Z, Chester Z, Top Secret Z, Litchi Hoy, Call Boy Z et My Fair Lady.